# Opistognathus inornatus
Opistognathus inornatus is een straalvinnige vissensoort uit de familie van kaakvissen (Opistognathidae). De wetenschappelijke naam van de soort is voor het eerst geldig gepubliceerd in 1887 door E.P. Ramsay & James Douglas Ogilby.